# 콜분
콜분(스페인어: Colbún)는 칠레 마울레 주 리나레스 현의 코무나이다.